# Гассі (село)
Гассі́ (рос. Гасси) — село у складі Нанайського району Хабаровського краю, Росія. Входить до складу Дубовомиського сільського поселення.

## Населення
Населення — 48 осіб (2010; 45 у 2002).
Національний склад (станом на 2002 рік):
- росіяни — 76 %